# Spatalla racemosa
Spatalla racemosa là một loài thực vật có hoa trong họ Quắn hoa. Loài này được Druce miêu tả khoa học đầu tiên.